# WrestleMania 23
WrestleMania 23 va ser l'edició de l'any 2007 de l'esdeveniment de lluita lliure professional nord-americana insígnia de la federació WWE, WrestleMania. Va tenir lloc l'1 d'abril del 2007 a l'estadi Ford Field de Detroit, Estats Units.
Els tiquets van sortir a la venda l'11 de novembre del 2006 i van ser ràpidament venuts, recaptant al voltant de 25 milions de dòlars.
WrestleMania 23 va ser un esdeveniment on les tres marques (RAW, SmackDown!i ECW) es van unir i van participar en un mateix esdeveniment. Fins a aquest esdeveniment això només havia passat a Survivor Series, Royal Rumble, SummerSlam i WrestleMania, però, després de WrestleMania 23, tots els esdeveniments són produïts per les 3 marques.